# Lunes en papier
Lunes en papier est un ouvrage paru en 1921, d'inspiration « farfelue » selon les termes de son auteur, André Malraux, qui le présenta ainsi : 

« Petit livre où l'on trouve la relation de quelques luttes peu connues des hommes, ainsi que celle d'un voyage parmi des objets familiers mais étranges, le tout selon la vérité, et orné de gravures sur bois également très véridiques par Fernand Léger. »

 Par la suite, André Malraux a jugé que cet ouvrage de fantaisie et d'imagination légère n'était qu'une « gloire de café ».

## Éditions
- Illustré de bois de Fernand Léger, éditions de la galerie Simon Kahnweiler, 1921.